# Mount Perchot
Mount Perchot är ett berg i Antarktis. Det ligger i Västantarktis. Argentina, Chile och Storbritannien gör anspråk på området. Toppen på Mount Perchot är 2 040 meter över havet.
Terrängen runt Mount Perchot är varierad. Mount Perchot är den högsta punkten i trakten. Trakten är obefolkad. Det finns inga samhällen i närheten.